# Schram City
Schram City est un village situé au centre du comté de Montgomery dans l'Illinois, aux États-Unis,. Il est incorporé le 24 juin 1907.

## Démographie
Lors du recensement de 2010, le village comptait une population de 586 habitants. Elle est estimée, en 2016, à 562 habitants.

### Source de la traduction
- (en) Cet article est partiellement ou en totalité issu de l’article de Wikipédia en anglais intitulé « Schram City, Illinois » (voir la liste des auteurs).